# Андреев, Владимир Васильевич
Влади́мир Васи́льевич Андре́ев (7 сентября 1966, Яманчурино, Яльчикский район, Чувашия — 16 апреля 2024, Чебоксары) — российский легкоатлет, специалист в спортивной ходьбе. Воспитанник чебоксарской школы спортивной ходьбы. Бронзовый призёр Олимпийских игр 2000. Заслуженный мастер спорта России.

## Биография
Родился 7 сентября 1966 года в деревне Яманчурино в Яльчикском районе Чувашии. Окончил Чебоксарский педагогический университет.
В 1992 году был включён в легкоатлетическую сборную России. В 1993 году дебютировал на мировом первенстве в Штутгарте, где занял 19 место в ходьбе на 20 км. Наиболее удачным в спортивной карьере Андреева был период 1999—2002 годов. В 1999 году он стал третьим на Кубке мира по ходьбе, а годом позже выиграл бронзовую медаль на Олимпийских играх 2000 года в Сиднее на 20 километровой дистанции.
В 2002 году он дважды завоёвывал серебро на этой же дистанции — на чемпионате Европы в Мюнхене и Кубке мира в Турине. На мировом чемпионате в Париже он принял участие в ходьбе на 10 километров и стал шестым. На Олимпийских играх 2004 года в Афинах стал седьмым в ходьбе на 20 километров.
15 апреля 2005 года было объявлено, что допинг-проба Андреева дала положительный результат на запрещённый препарат салбутанол, в связи с чем спортсмен был подвергнут годичной дисквалификации. Андреев объявил о завершении спортивной карьеры.
Скоропостижно скончался 16 апреля 2024 года в Чебоксарах на 58-м году жизни. Сообщалось, что прощание должно было пройти в Чебоксарах 18 апреля в ритуальном зале (ул. Гражданская, 19).

## Награды
- Орден «За заслуги перед Чувашской Республикой» (15 июня 2007) — за выдающиеся спортивные достижения и большой личный вклад в развитие физической культуры и спорта[8],
- Заслуженный мастер спорта России по легкой атлетике,
- Заслуженный работник физической культуры и спорта Чувашской Республики (2002),
- Почётный гражданин Яльчикского района.